# غارة دوليتل
غارة دوليتل هي غارة جوية شنتها الطائرات الأمريكية في 18 أبريل 1942 على العاصمة اليابانية طوكيو خلال الحرب العالمية الثانية، وهي الغارة الجوية الأولى التي تضرب الأرخبيل الياباني، وأول رد عسكري أمريكي على اليابان بعد هجومها في بيرل هاربر، برهنت غارة دوليتل بأن جزر اليابان ليست بمنأى عن الغارات الجوية الأمريكية، كما شكلت أثرًا هامًا في رفع الروح المعنوية الأمريكية. خططت الغارة الجوية من قبل المقدم طيار جيمس دوليتل.
انطلق من على متن حاملة الطائرات يو.اس.اس هورنت سرب مؤلف من 16 قاذفة من طراز بي-25 متجهة غربًا بالتجاه اليابان، على متن كل منها 5 طيارين، كانت الخطة أن يقوم السرب بضرب أهداف عسكرية في اليابان ثم متابعة الطيران غربًا باتجاه الصين للهبوط فيها وذلك لاستحالة العودة إلى حاملة الطائرات، وقد تمكنت 15 طائرة من الوصول للصين لكن جميعها تحطمت في حين حطت الطائرة السادسة عشر في فلاديفوستوك بالاتحاد السوفيتي حيث صودرت الطائرة وسجن طاقمها لمدة عام، باقي طواقم الطائرات نجو ما عدا 3 في حين قام اليابانيون بأسر 8 طيارين.
سببت الغارة ضررًا ماديًّا ضئيلًا لكنها حققت هدفها في رفع معنويات الأمريكيين، وأثرت على قرار الأدميرال إيسوروكو ياماموتو في مهاجمة جزيرة ميدواي في وسط المحيط الهادئ، وهو الهجوم الذي منيت فيه البحرية اليابانية بهزيمة قاسية، في المقابل كان المقدم دوليتل والذي ظن ان خسارة جميع طائراته سيؤدي إلى محاكمته عسكريًّا، فقد منح ميدالية الشرف ورفعت رتبته العسكرية درجتين إلى عقيد طيار.

## معرض صور

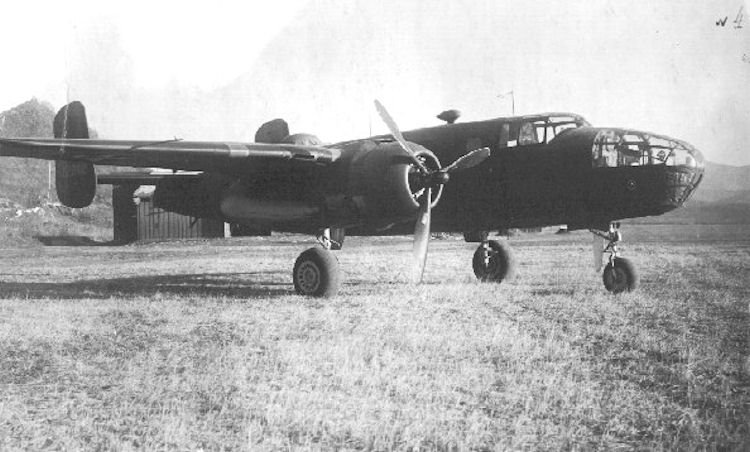
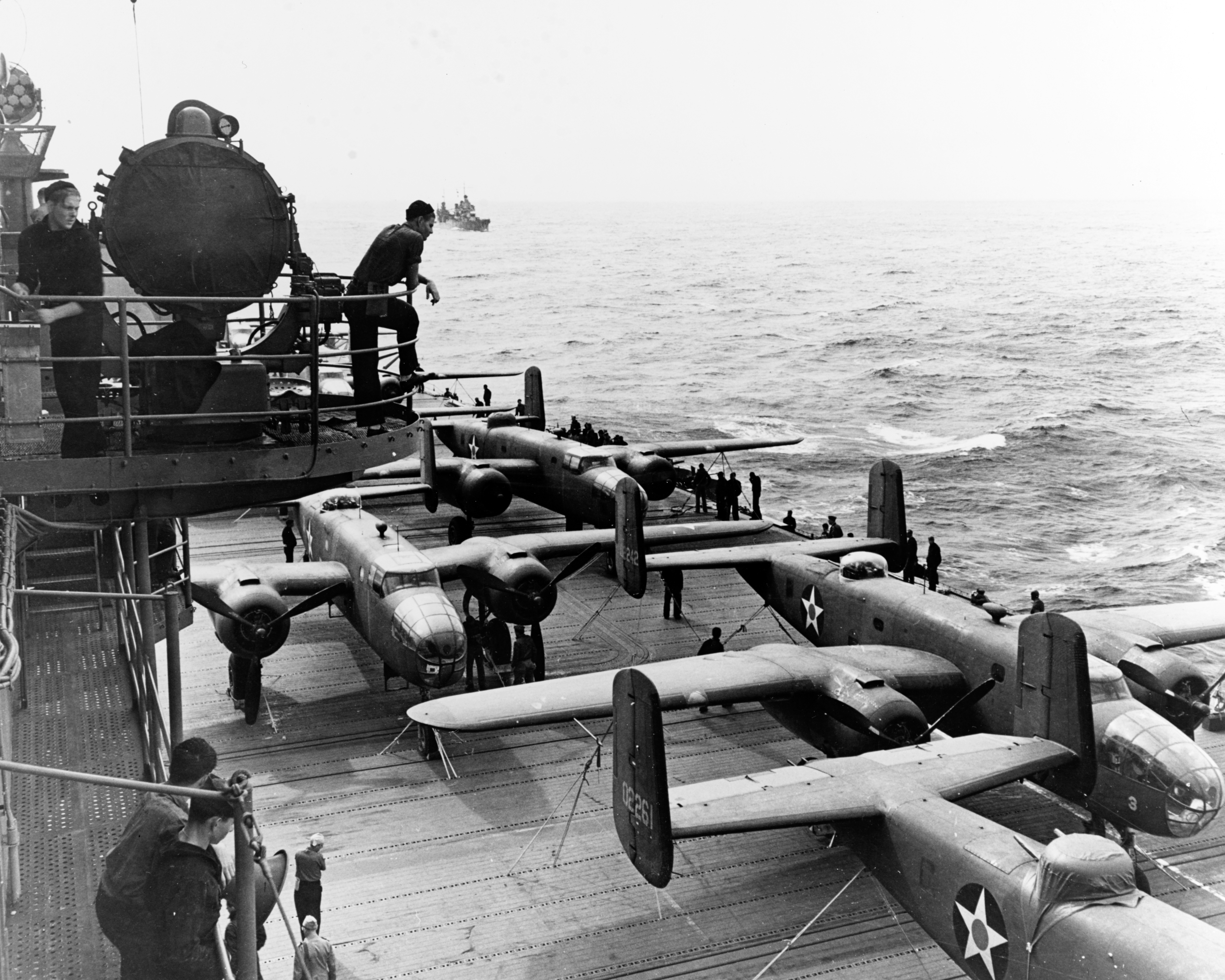
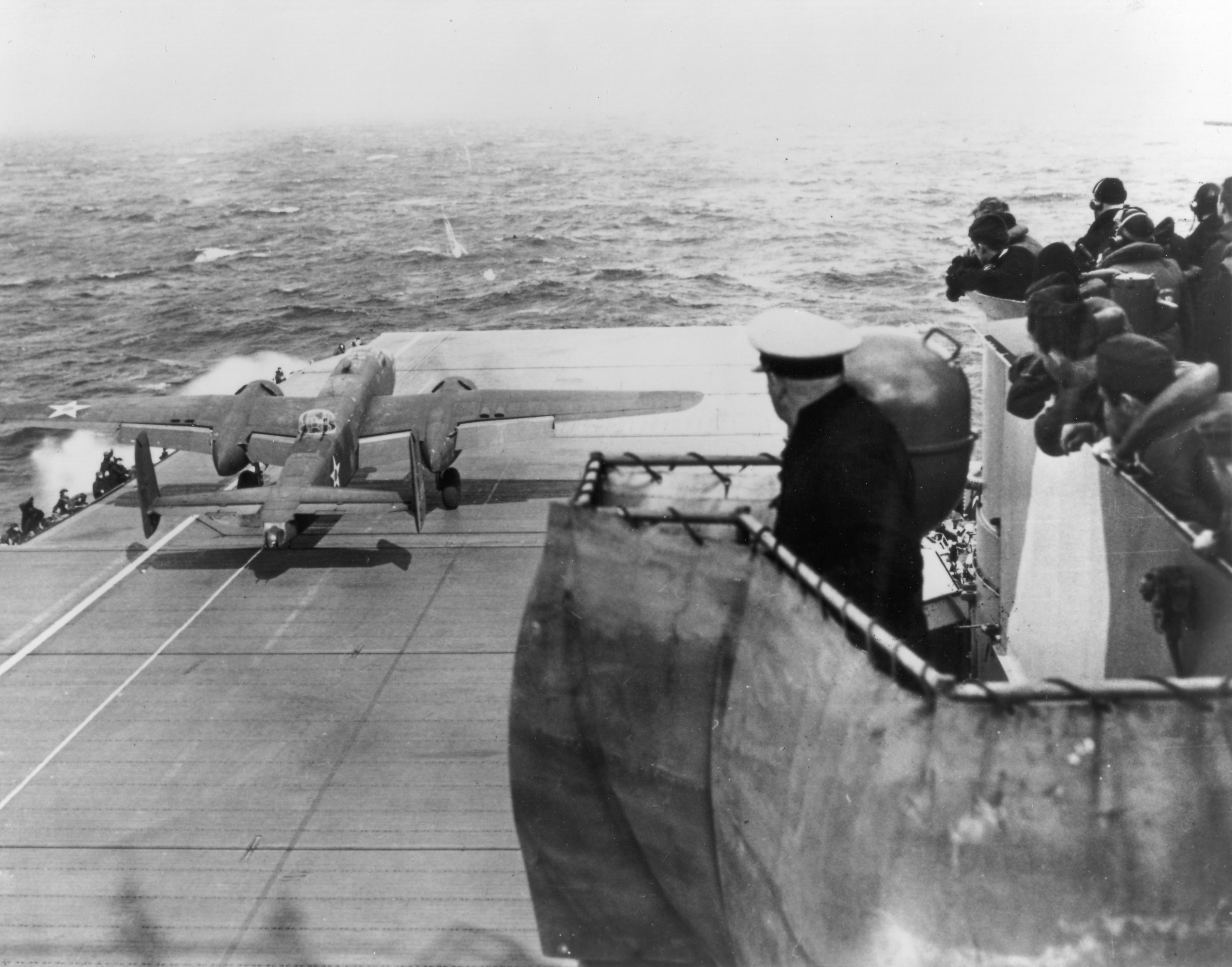
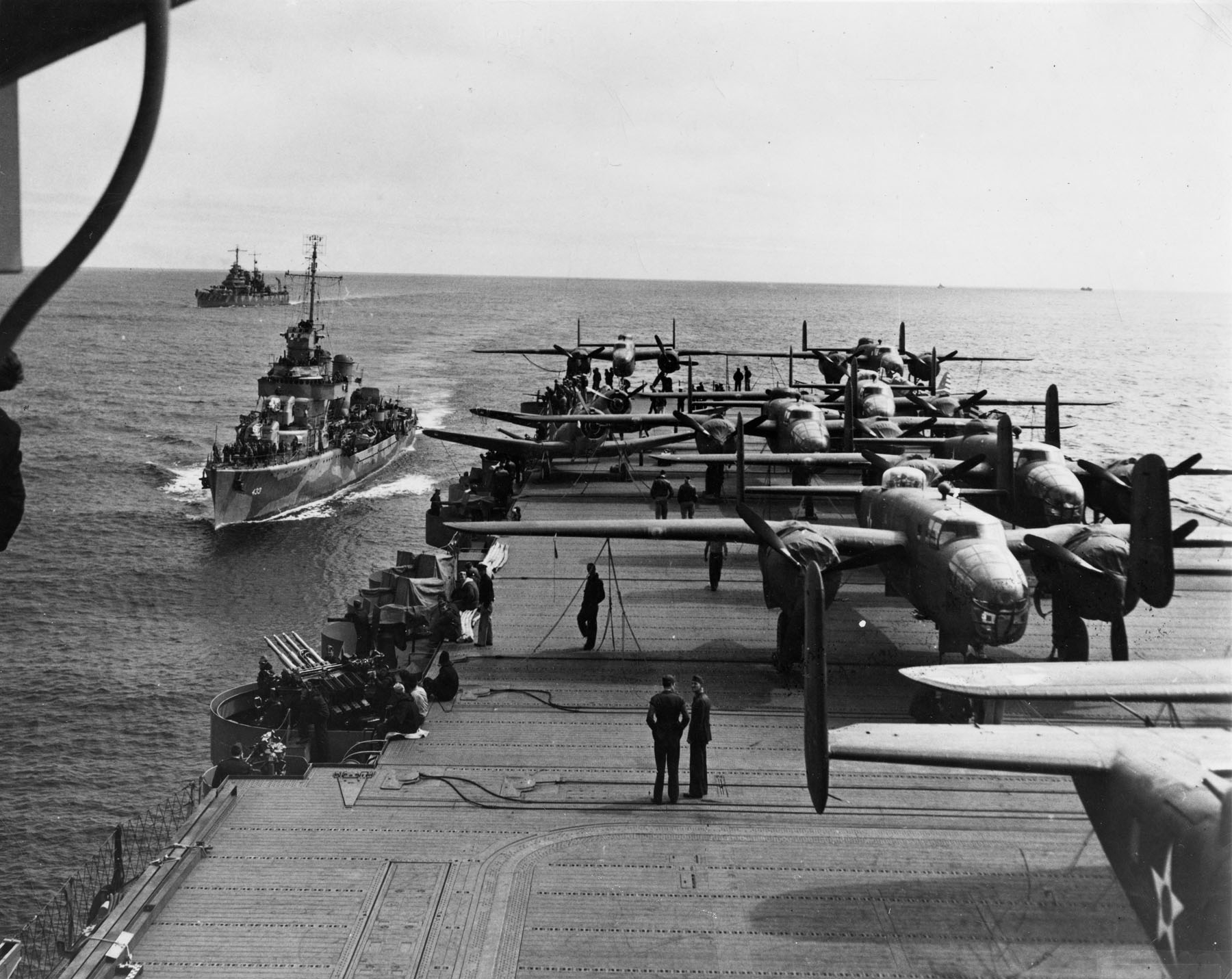
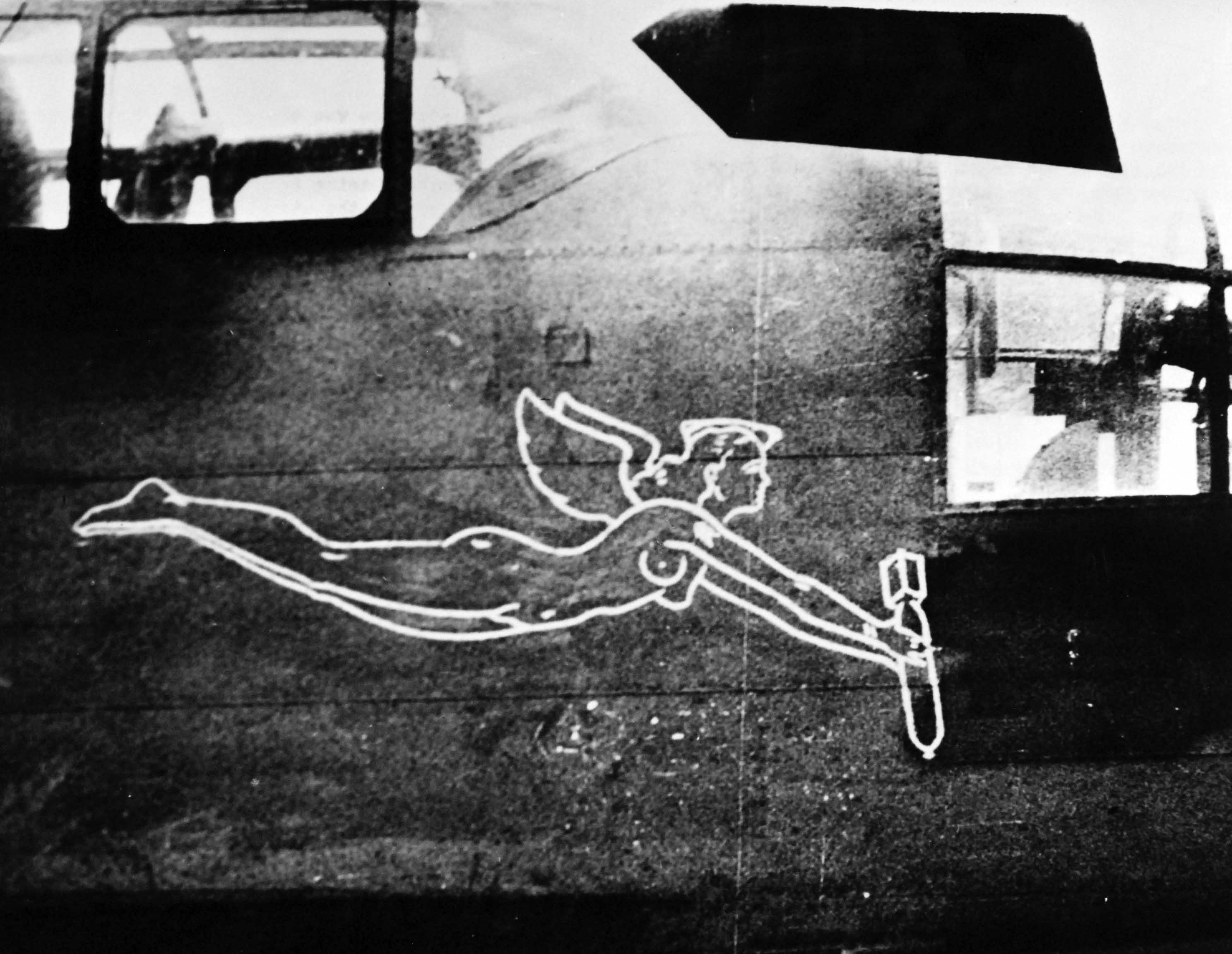